# Jatov
Jatov (maďarsky Jattó) je obec na Slovensku v okrese Nové Zámky v Nitranském kraji. Žije v něm 713 obyvatel.

## Historie
Archeologické nálezy dokládají osídlení území obce od neolitu. Jatov byl jednou z osad obce Tvrdošovce. V roce 1952 došlo k vyčlenění osad Dolný Jatov, Malý Jatov, Čierný vŕšok a Kendereš pod novou obec Jatov. V roce 1991 byla obnovena samospráva. Obec tvoří tři sídelní celky: Dolný Jatov, Kendereš a Malý Jatov.

## Přírodní poměry
Obec leží v Podunajské nížině na levém břehu Cabajského potoka. Nadmořská výška se pohybuje v rozmezí od 111 do 123 metrů, průměrná nadmořská výška je 115 metrů. Západní část je odlesněná rovina v močálové sníženině, která je odvodňována Dlhým kanálem, jehož levým přítokem je Cabajský potok. Ve východní části jsou vyšší terasy s písečnými přesypy, které okolní terén přesahují o patnáct až dvacet metrů.
Z celkové výměry 1866 ha na zemědělskou půdu připadá 1589 hektarů, z toho je 1465 hektarů orné půdy a jeden hektar vinic. Lesní plochy mají rozlohu 49 hektarů. V roce 2020 byla celková rozloha 194,021 ha, z toho 35 % připadalo na zemědělskou půdu. Celkové využití půdy (2020): 20 % orná půda, 9 % zahrady, 13 % tvořily lesy. Obec sousedí:
| Trnovec nad Váhom | Rastislavice, Poľný Kesov |  |
|                   |                           |  |
| Selice            | Tvrdošovce                |  |

## Památky
- V obci stojí římskokatolická kaple svatého Vendelína, jednolodní barokní stavba na půdorysu elipsy s představěnou předsíní a otevřenou zvonicí, pochází z let 1753–1760 a je obklopena místním hřbitovem.[9] Fasády kaple člení okrouhlá okna a je zakončena výraznou korunní římsou a mansardovou střechou. Portál je lemován profilovaným ostěním s ušima, nad portálem je umístěn znak Esterházyů a letopočet 1760. Před vchodem je otevřená zvonice se třemi zvony a zakončena stanovou střechou. Kaple byla opravována v roce 1958 a 2000. Farnost Jatov náleží pod děkanát Šurany diecéze nitranské, od roku 1971 je spravována excurrendo z farnosti Rastislavice.[10][11]
- Klasicistní jednopodlažní kurie ze začátku 19. století se sloupovou lodžií.[12]

## Galerie

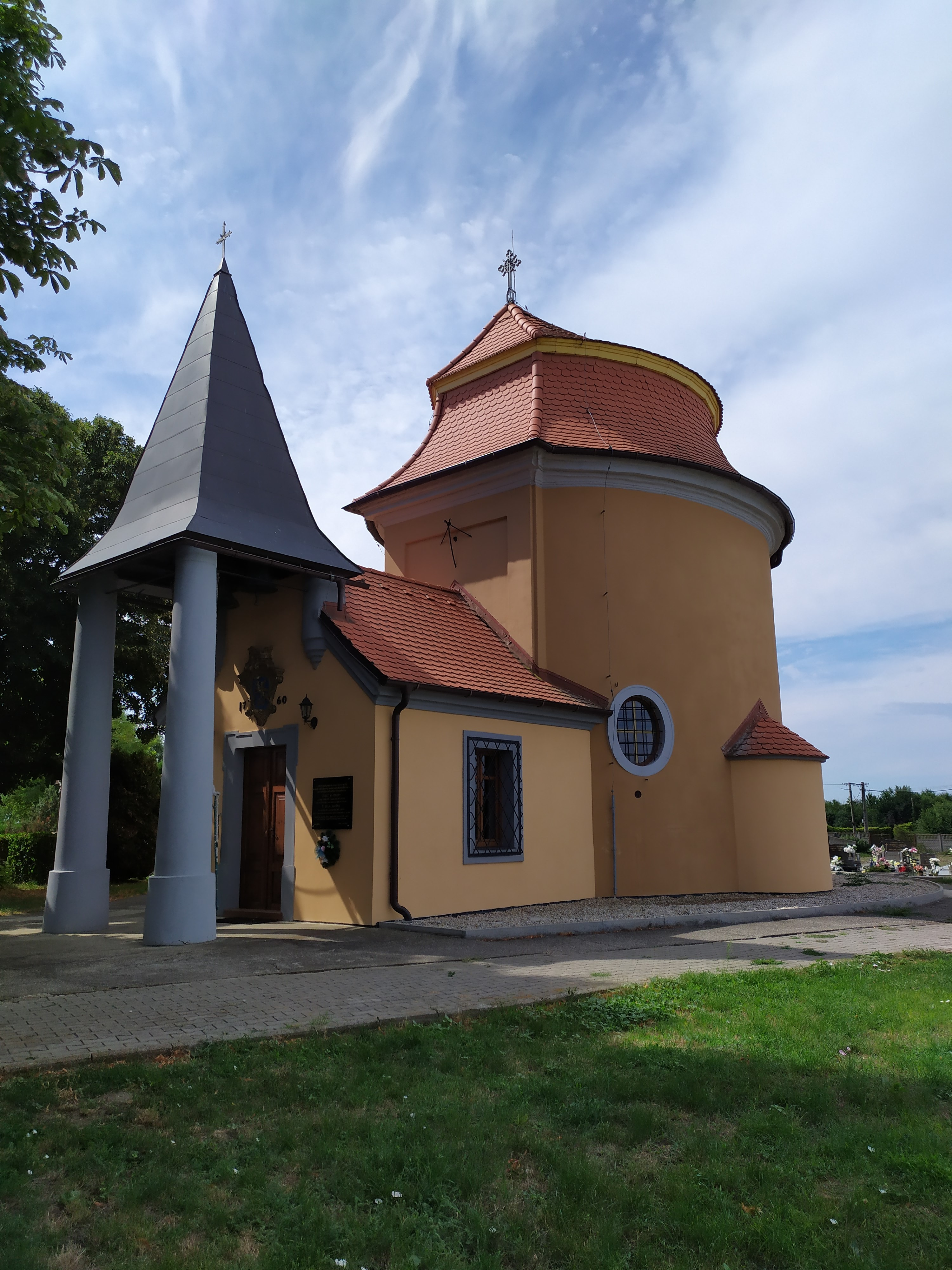
Kaple svatého Vendelína
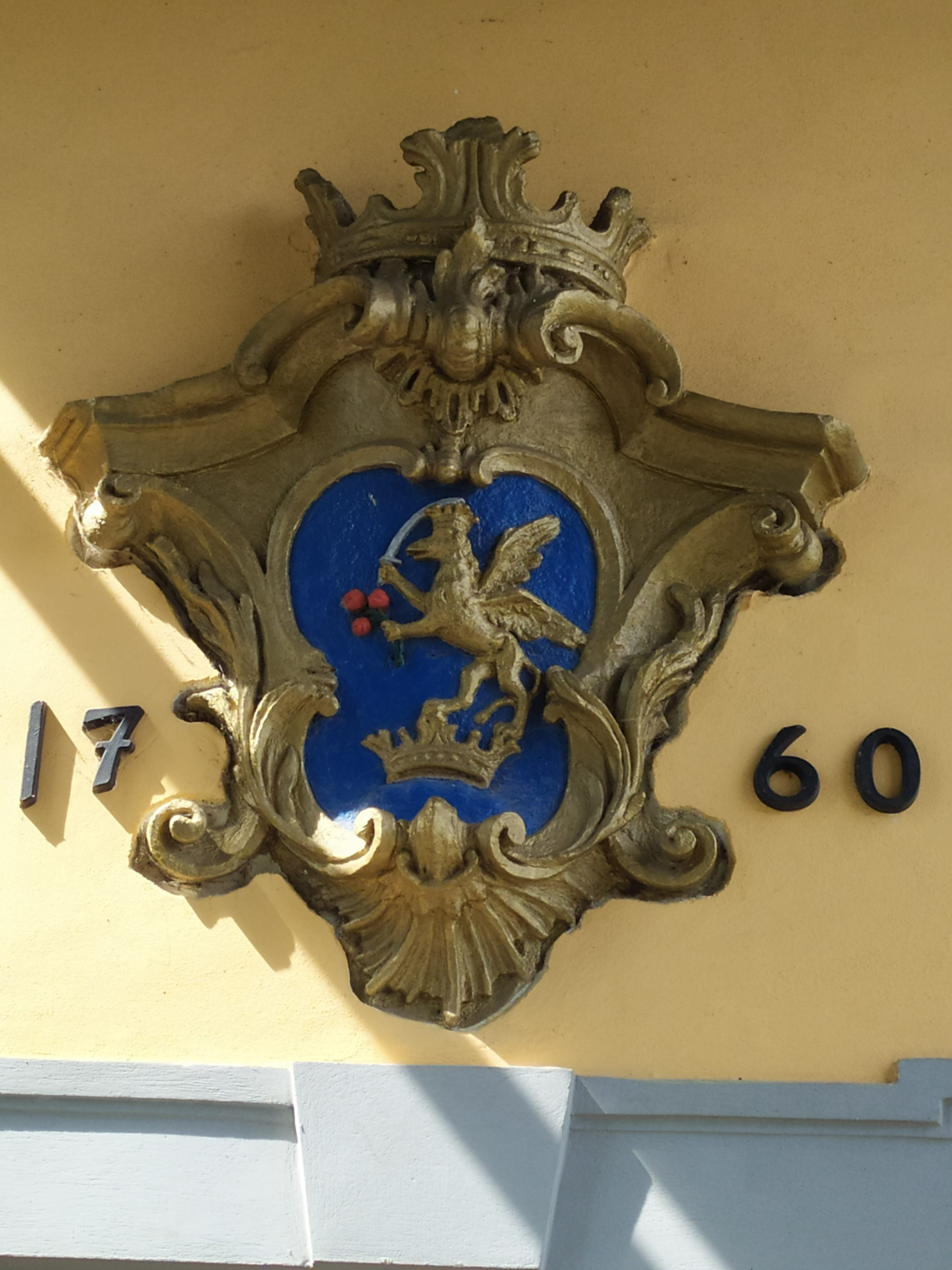
Znak Esterházyů
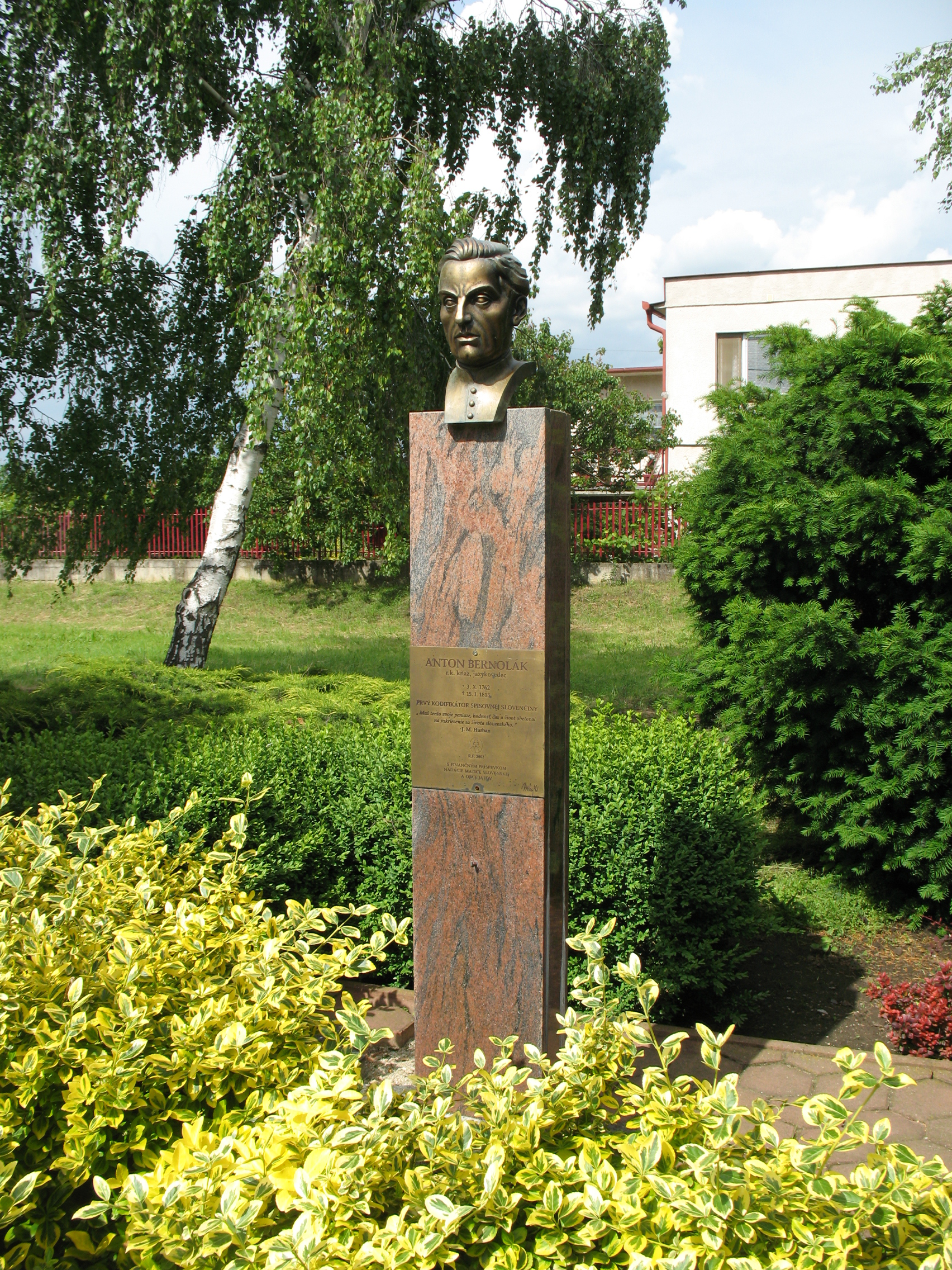
Bysta Antona Bernoláka
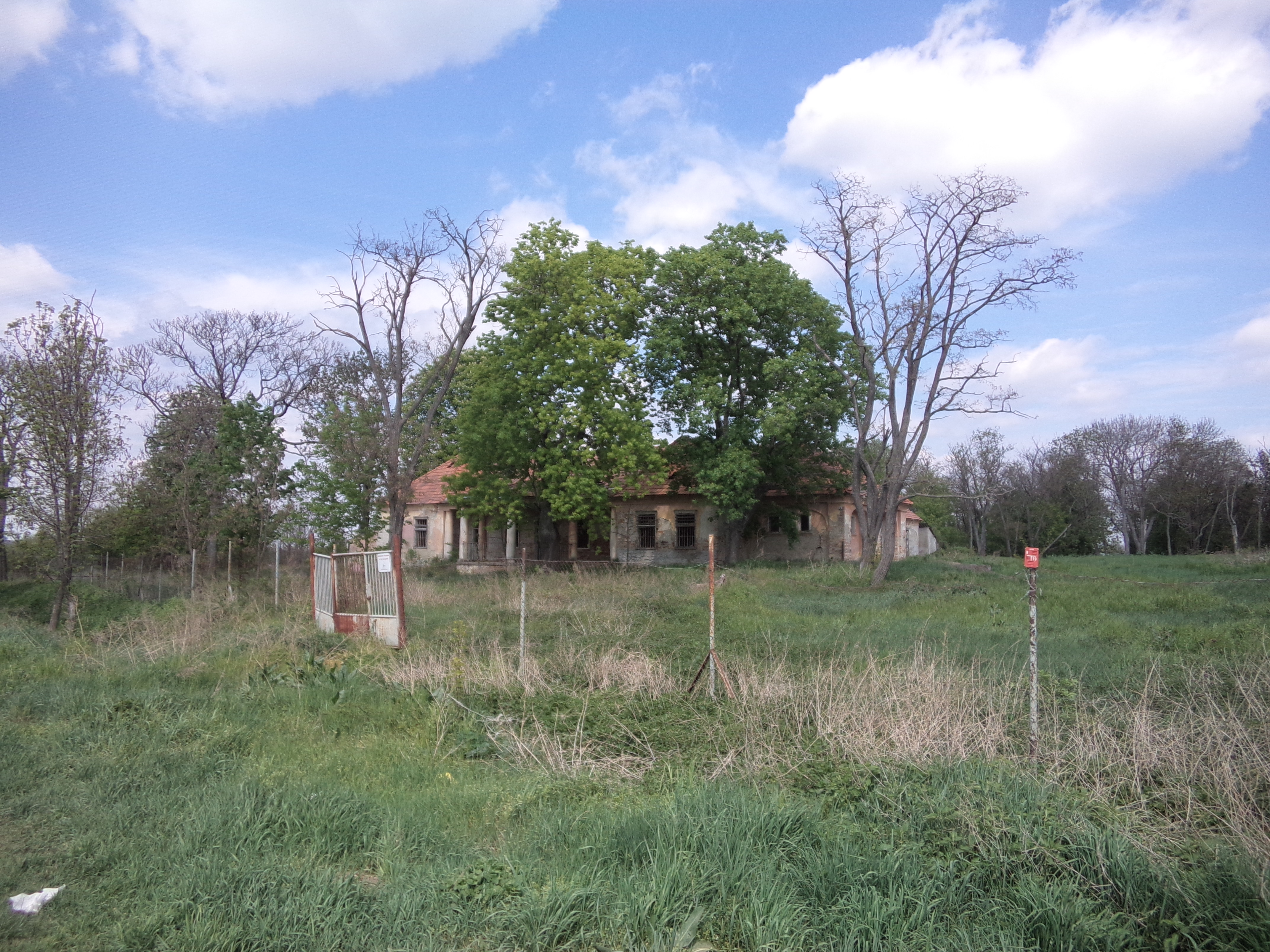
Kurie